# Museo della Resistenza di Bologna
Il Museo della Resistenza di Bologna raccoglie materiali relativi alla storia dell'antifascismo, della Resistenza bolognese e del suo significato nell'Italia repubblicana.
Il museo è sito a Bologna nell'ex convento di San Mattia, in via Sant'Isaia 20, nella stessa struttura che ospita l'Istituto storico Parri Bologna Metropolitana.
Sorto per volontà del Comitato provinciale di Bologna dell'ANPI, del Comune di Bologna e dell'Istituto Parri, la sua gestione è affidata a quest'ultimo dal Comune, che ne è proprietario.
Il museo è chiuso per il rinnovo dell'allestimento.

## Percorso espositivo
Il percorso espositivo si articola in cinque sale tematiche:
1. L'antifascismo prima della Resistenza, dove viene approdondita l'opposizione al fascismo nei suoi aspetti nazionali e internazionali, la repressione e la partecipazione degli antifascisti italiani alla guerra civile spagnola
2. La Resistenza agita, dove si ripercorrono i momenti più significativi dell'esperienza resistenziale nel territorio bolognese attraverso i suoi protagonisti, fatti e luoghi
3. La guerra subita e la Resistenza a Bologna, dove viene illustrata la vita a Bologna nei mesi che vanno dall'8 settembre 1943 fino alla Liberazione
4. Dopo la Resistenza, dove si rappresenta l'idea di Resistenza dopo la sua conclusione materiale, come se n'è proposta la memoria, come è stata presente nella vita dei decenni successivi
5. Video/camera, videoinstallazione volta a evocare le condizioni di vita dell'autunno 1944 a Bologna

Il museo è inoltre provvisto di una sala proiezioni e di una sala polivalente.